# RJR - Radio Jeunes Reims
 (septembre 2022).
Si vous disposez d'ouvrages ou d'articles de référence ou si vous connaissez des sites web de qualité traitant du thème abordé ici, merci de compléter l'article en donnant les références utiles à sa vérifiabilité et en les liant à la section « Notes et références ».
RJR (Radio Jeunes Reims) est une station de radio associative diffusant en FM sur Reims et sa périphérie sur le 106.1, en DAB+ (Reims local) ainsi qu'en streaming sur son site Internet.

## Présentation
Née le 17 mars 1988, cette radio était à l'origine diffusée dans le cadre de la section BTS audiovisuel du lycée Saint Jean-Baptiste de la Salle à Reims, dont elle était également un outil pédagogique. D'autres lycées privés de la ville (Saint-Joseph, Jean-XXIII) ont été à l'époque associés à la création de programmes lors des deux premières années d'existence de l'antenne.
La radio est sur HelloAsso[pertinence contestée][source secondaire nécessaire]. Et sur Pass Culture / Adage pour les actions d'éducation aux médias.
Elle diffuse principalement de la musique, dont un fort pourcentage de productions locales, et propose également des rendez-vous d'informations le midi en semaine[source secondaire nécessaire].

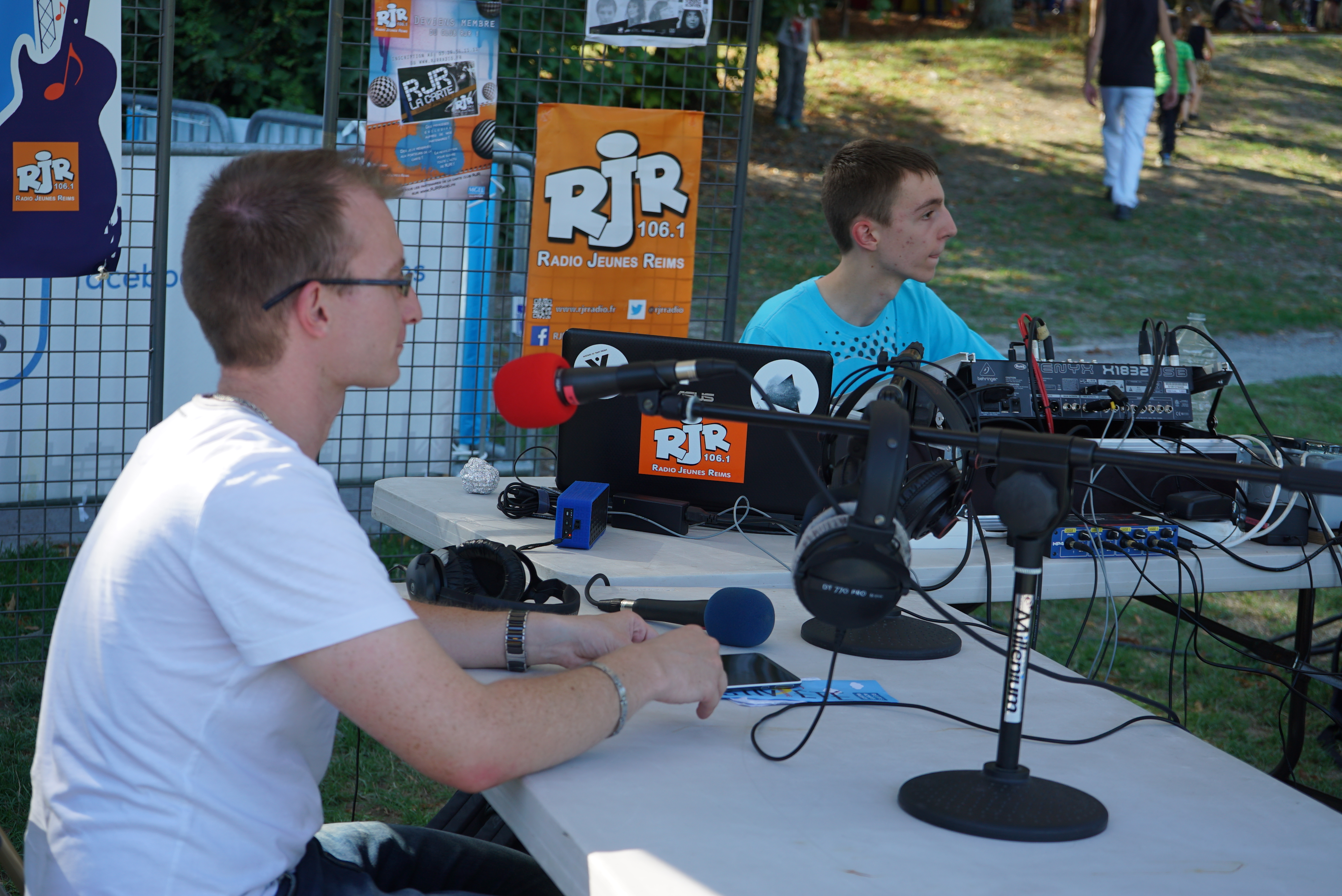
RJR en direct depuis Reims Vital été.

La station participe chaque été au dispositif Reims Activ' Été de la ville, en animant un atelier permettant aux jeunes de 12 à 17 ans de découvrir le fonctionnement d'une radio ; elle est aussi présente à la fin du dispositif Festiv'été au Parc de Champagne pour y animer un atelier radio.